# (2649) Oongaq
(2649) Oongaq (1980 WA) – planetoida z pasa głównego asteroid okrążająca Słońce w ciągu 4,26 lat w średniej odległości 2,63 j.a. Odkryta 29 listopada 1980 roku.